# À Santiago
Albums de Jean Ferrat
Maria 10 Grandes Chansons de Jean Ferrat
À Santiago est un album studio de Jean Ferrat sorti chez Barclay en 1967. Santiago est ici Santiago de Cuba, ce pays étant le thème de plusieurs des chansons de l'album. 

## Titres
Toute la musique est composée par Jean Ferrat.
| No  | Titre                       | Auteur        | Durée |
| --- | --------------------------- | ------------- | ----- |
| 1.  | Cuba si                     | Henri Gougaud | 2:48  |
| 2.  | Mourir au soleil            | Jean Ferrat   | 2:56  |
| 3.  | Excusez-moi                 | Jean Ferrat   | 2:36  |
| 4.  | Prisunic                    | Henri Gougaud | 2:54  |
| 5.  | À Santiago                  | Jean Ferrat   | 2:47  |
| 6.  | Ce qu'on est bien mon amour | Jean Ferrat   | 2:45  |
| 7.  | Les Guérilleros             | Jean Ferrat   | 2:55  |
| 8.  | Au point du jour            | Henri Gougaud | 2:36  |
| 9.  | Pauvres Petits C...         | Jean Ferrat   | 3:06  |
| 10. | Indien                      | Jean Ferrat   | 3:29  |

## Crédits
- Arrangements: Alain Goraguer
- Direction artistique : Gérard Meys
- Prise de son : Claude Achallé
- Enregistrement : décembre 1967
- Photos recto/intérieure pochette : Jean Texier[1]